# 聖經現代中文譯本
現代中文譯本（英語：Today's Chinese Version，縮寫为），是聯合聖經公會於1979年出版的《聖經》汉语译本，又於1997年又參考教牧之意見，出版《現代中文譯本修訂版》。它主要對象是剛接觸《聖經》的讀者。此譯本的翻譯工作開始於1971年，由許牧世教授、駱維仁博士、周聯華博士、王成章博士和焦明女士等人所翻譯。
聯合聖經公會鑑於華人新教信徒最常用的《和合本聖經》的一些字句，對於某些讀者（尤其是初信或教外的）而言，相當暗晦難明、生硬拗口，甚至容易造成誤解；這是由於《和合本聖經》的語言屬於白話文運動的早期，許多語詞用法已與現代汉语白話文的使用習慣有不少差距。此外，《和合本》是以1885年出版的《英國修訂本》（English Revised Version）為翻譯藍本， 並參考《詹姆士王欽定本》（King James Version），而不是直接從希伯來文或希臘文的原文翻譯；如此從英文二次轉譯的過程中，難免出現錯譯或漏譯的情形。再者，當時《和合本》根據的原文抄本，無論從數量或素質而言都不能與現存的抄本與考古資料相比。因應不少教內有識人士呼籲重譯聖經的聲音，聯合聖經公會遂決定推出符合現代白話文，通順易懂、又具時代特色的新版《聖經》。

## 翻譯參考文本
- 初稿：《現代英文譯本》（Today's English Version）
- 舊約：《基托爾氏希伯來文聖經》（Kittel Biblia Hebraica）1952 年第三版
- 新約：《希臘文新約聖經》（Greek New Testament）1968 年第二版、1975 年第三版 - 聯合聖經公會
- 在舊約翻譯中參考《七十士譯本》（Septuagint）

## 特色
- 譯文忠實地傳達原文的意思。

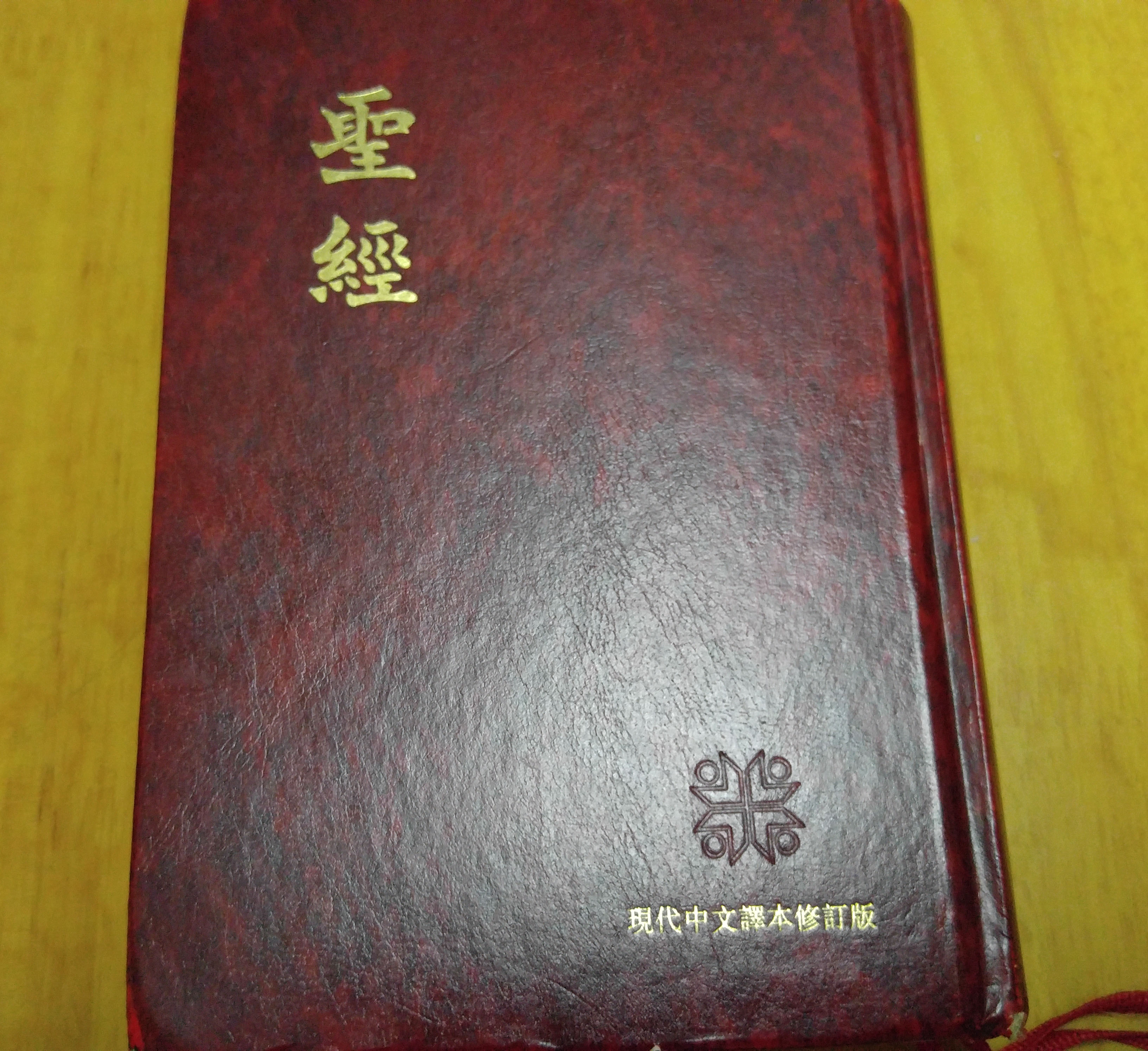
香港聖經公會出版的「現代中文譯本」聖經

- 現代中文譯本的翻譯原則不同於傳統的「形式對應」，而是「功能對等」，即強調兩個內涵：意義相符和效果相等。或說以「意義相符、效果相等」為原則翻譯[1]。
- 顧及「聽」和「讀」的需要。使人一讀就懂，一聽就明。
- 將《和合本》一些過時的譯名，改為符合現代人所熟悉通用之現代譯名。例如「該撒」改為「凱撒」（羅馬皇帝）、「丟斯」改為「宙斯」、「希利尼人」改為「希臘人」、「伯拉河」改為「幼發拉底河」......等。
- 將《和合本》一些意思已與現代白話不同的語彙，改為更符合現代人習慣的用語。例如「教訓人」改為「教導人」，「論到」改為「談到」，疑問句末的「麼」改成「嗎」......等。
- 使用國際通用度量衡的公制單位。如「寬十肘」改為「寬五公尺」、「申初」改為「下午三點鐘」。
- 減少使用音譯的詞彙。如「拉加」改為「廢物」、「瑪門」改為「錢財」。
- 遵照古人避諱不直呼上帝名字的習慣，每遇「雅威」或「耶和華」等上帝名字都以「上主」代替。只有在舊約經文「他的名字是...」等處譯為「耶和華」。

## 影響
現代中文譯本文字較和合本更符合現代漢語使用習慣，也參考較新聖經考古學成果，以及對照聯合聖經公會審訂的古希伯來文、希臘文標準版新舊約聖經的原文，來修正了和合本的一些錯誤翻譯；不少教友都會拿現代中文譯本作為比對的參考，以幫助理解經文，校對真正含意。但一般而言，由於官話版和合本聖經的歷史悠久，已在教友間產生了根深柢固的權威性，現代中文譯本在教會中依舊無法取代和合本的地位。

## 爭議

### 翻譯错误
此譯本的《羅馬書》第8章第3节說：“摩西的法律因人性的軟弱而不能成就的，上帝卻親自成就了。上帝差遣自己的兒子，使他有了跟我們人相同的罪性，為要宣判人性裏面的罪，把罪除去。”此節譯文错误地宣称說耶穌基督有罪性，與基督教正統信仰矛盾。後來在1997年的修訂版加入註解（「使他有了跟我們人相同的罪性」或譯「取了跟我們相似的罪的肉身」），以解釋原文的意思。

### 引用
1. ↑  .   [2016-12-28]. （原始内容存档于2017-12-03）.
2. ↑  .   [2016-12-07]. （原始内容存档于2021-05-03）.

## 外部連結
- 現代中文譯本閱讀與查詢 （页面存档备份，存于）
- 現代中文譯本介紹—台灣聖經公會 （页面存档备份，存于）
- 《中文聖經翻譯史》(聖經．中文．翻譯) （页面存档备份，存于）
- 《現代中文譯本》(聖經．中文．翻譯) （页面存档备份，存于）